# Auguste Hilarion de Kératry
Auguste Hilarion, comte de Kératry est un homme politique et écrivain français, né le 28 décembre 1769 à Rennes (Ille-et-Vilaine) et mort le 7 novembre 1859 à Port-Marly (Yvelines).

## Biographie

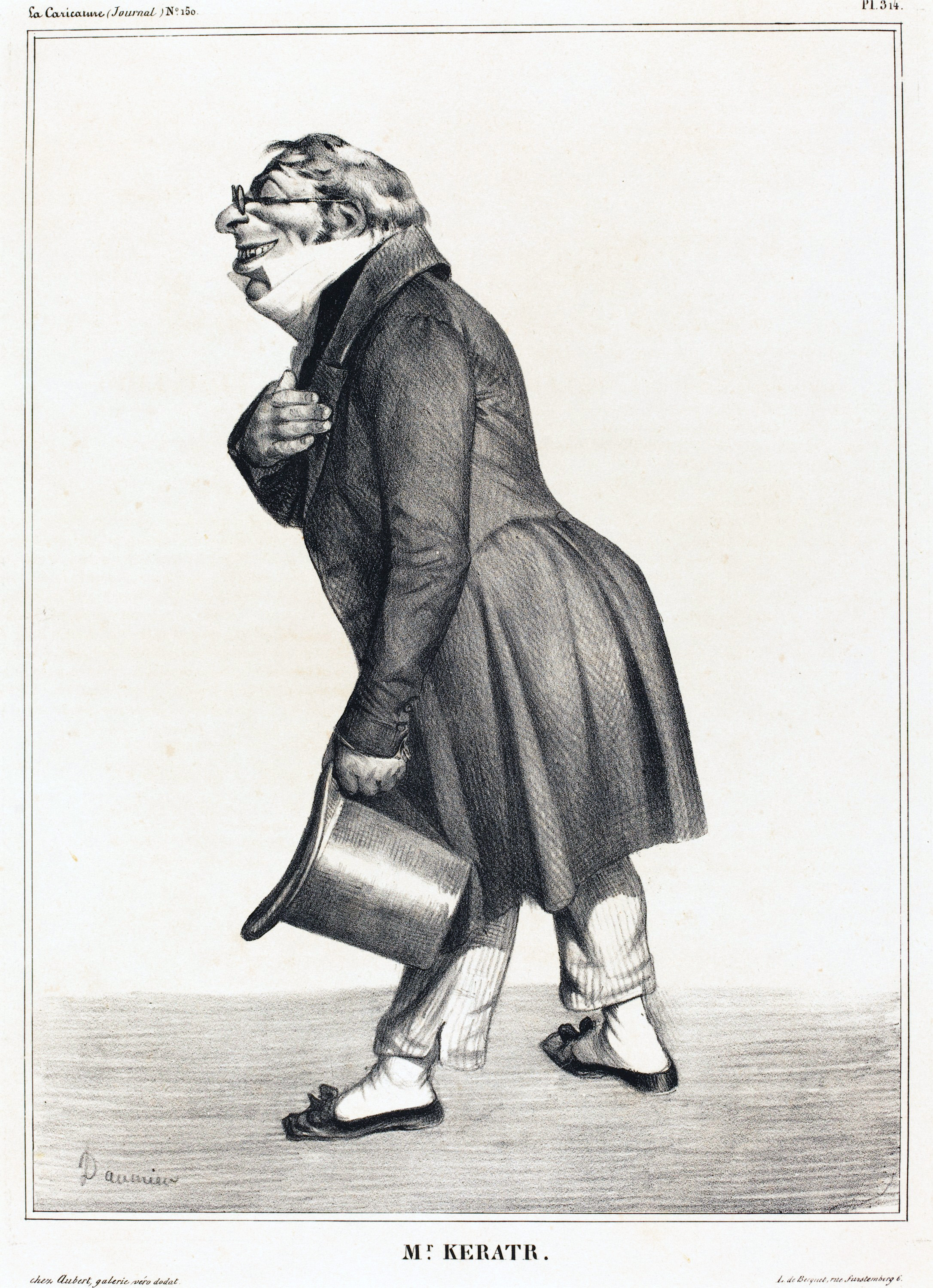
Caricature par Honoré Daumier (1833)

Il est le fils d'un gentilhomme breton, Julien de Keratry, dont le manoir se trouvait à Ploaré. Cette famille acheta au début du XVIIIe siècle un hôtel particulier à Quimper, qui prit alors le nom d'"hôtel de Kératry".
Lors des événements révolutionnaires, Auguste-Hilarion de Kératry adopta les idées de réforme, mais n'en fut pas moins emprisonné à Nantes par Carrier : il ne dut la vie qu'aux instantes réclamations de ses compatriotes. Son frère Jean-Marie François, lieutenant de maréchaussée, fut toutefois guillotiné le 17 avril 1794, accusé d'avoir fabriqué de faux assignats. En 1818, il fut élu député du Finistère et prit rang parmi les défenseurs des idées libérales. Il combattit le ministère dans le Le Courrier français, dont il était l'un des fondateurs, et fut poursuivi, mais acquitté.
Il prit part aux actes d'opposition qui amenèrent la Révolution de Juillet en 1830 et fut, après cette révolution, appelé au Conseil d'État. Il est député de la Vendée de 1827 à 1831 et député du Finistère de 1831 à 1837, puis élevé à la pairie en 1837. Il se démit en 1848 de ses fonctions de conseiller d'État, et fut élu en 1849 membre de l'Assemblée législative qu'il présida comme doyen d'âge.
Daumier a modelé son buste caricatural dans sa série consacrée aux parlementaires en 1833.
Marié successivement à Françoise Marie Fidèle Léon de Tréverret, Germaine Gabrielle Louise de Botmiliau puis Ernestine de Bruc de Livernière, il est le père d'Émile de Kératry (1832-1904).

## Publications
Il a publié :
- Contes et Idylles (1791)
- Lysus et Cydippe (poème de 1801)
- Ruth et Noémie ou Les Deux veuves (Saintain. 1811)
- De l'existence de Dieu et de l'immortalité de l'âme (Maradan. 1815)
- Inductions morales et physiologiques (1817)
- Documents pour servir a l'histoire de France (1820)
- Du Beau dans les arts d'imitation (1822)
- Les derniers des Beaumanoir ou La Tour d'Helvin (roman de 1824)[3].
- Frédéric Styndall ou La Fatale année (Delaunay. 1827)
- Saphira ou Paris et Rome sous l'Empire (Ladvocat. 1835)
- Clarisse (roman de 1854)

## Source
- Marie-Nicolas Bouillet  et Alexis Chassang (dir.), « Auguste Hilarion de Kératry » dans Dictionnaire universel d’histoire et de géographie, 1878 (lire sur Wikisource)
- « Auguste Hilarion de Kératry », dans Adolphe Robert et Gaston Cougny, Dictionnaire des parlementaires français, Edgar Bourloton, 1889-1891 [détail de l’édition]